# 空知川

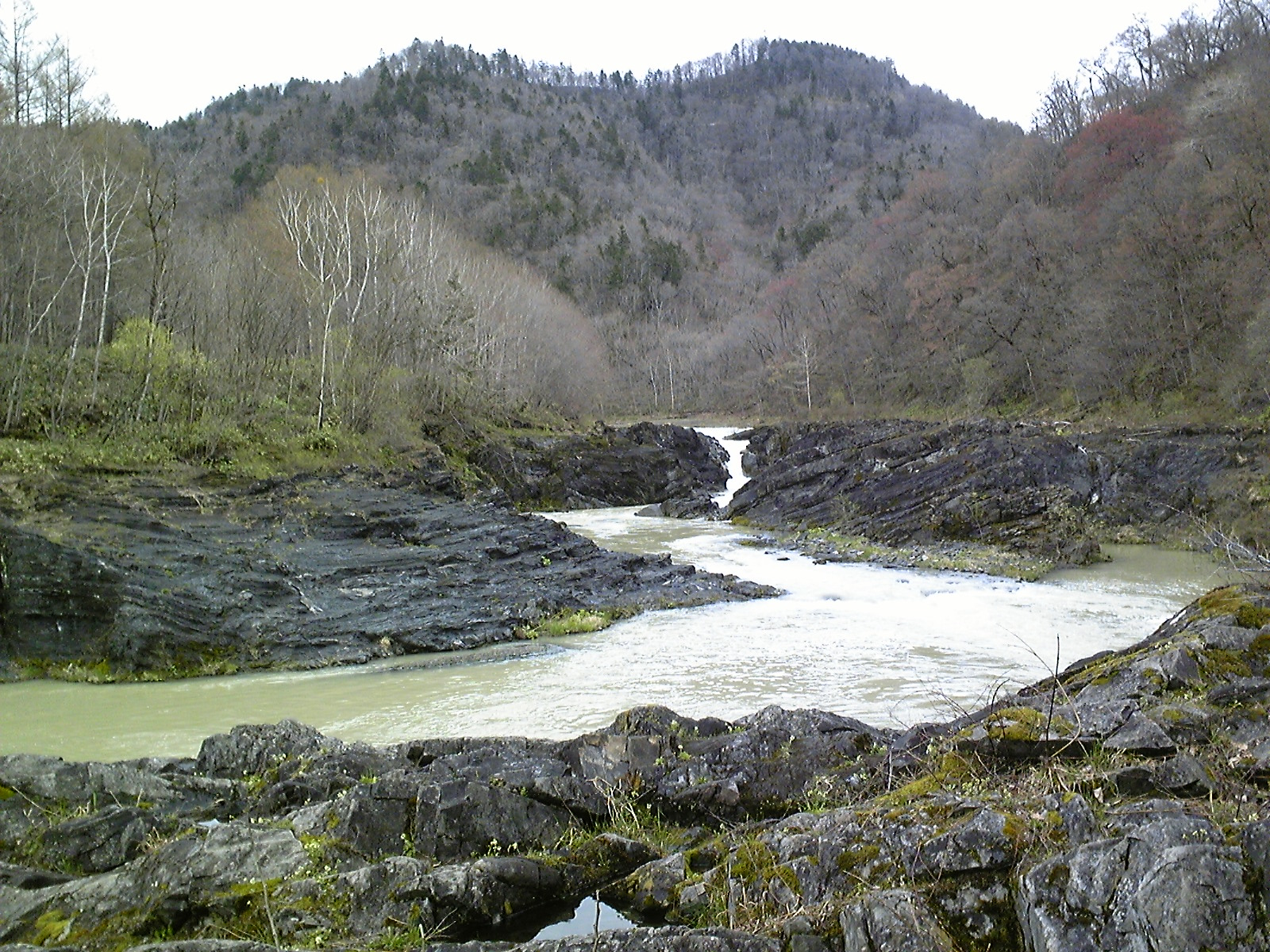
名称の由来となった空知大滝

空知川（そらちがわ）は、北海道上川総合振興局管内および空知総合振興局管内を流れる石狩川水系石狩川支流の一級河川である。石狩川の支流の中で最も長く、広い流域面積を持つ。
また日本の支川の中では最も延長が長い川でもある。(第二位は同じく石狩川支流の雨竜川である。)
川の名の由来は、アイヌ語で「滝が幾重にもかかる川」を意味する「ソー・ラㇷ゚チ・ペッ」（滝川市の市名はこれを意訳したものである）。
現在の滝里ダムの直下に存在する空知大滝を指した地名である。

## 地理
北海道空知郡南富良野町北東部の上ホロカメットク山南斜面に源を発する。上流部は「シーソラプチ川」（アイヌ語で「本当の・空知川」の意）という名称で、源流を抜けると両岸は100 - 150m程度の断崖になる。この近辺はラフティングが人気で、道内でも名高い。南東部まで南下し、ルーオマンソラプチ川（アイヌ語で、「通り道のある空知川」の意）と合流すると空知川となる。このことから周辺一帯は「落合」という和名による地名が付けられ、落合駅に使用されたことを契機に広域地名として広く使われるようになった。幾寅の市街地を過ぎると金山ダム（かなやま湖）に流入する。地名の通り周辺は砂金の産地として知られ、現在は沿岸で石灰石が採掘されている。
西達布川を合わせ金山を過ぎると富良野盆地へ出る。周囲は水田と畑地が混在しており、特にメロンやジャガイモの栽培が盛んである。富良野市内に入ると水田が多くなるが、市街地の西部を抜け富良野川と合流すると、再び両岸の切り立った山間部へと入る。芦別市内では滝里ダムを経て比較的幅の広い谷間に抜ける。近辺の集落は少ないが野花南ダムを過ぎると芦別市街地の東部を流れ、以降は赤平市内まで蛇行した川の内側に、平岸・茂尻・百戸町・住友と続く市街地や工業団地が形成されている。赤平市西部で谷を抜け、石狩平野へ出ると滝川市と砂川市の市境を流れ、樺戸郡新十津川町で石狩川に合流する。
全域に渡り国道38号とJR根室本線がほぼ平行しており、流域は山岳の間を縫うように流れて渓谷を形作っている。

### 自然環境
上流域は耕作地帯であり、流れは比較的緩やかである。ウグイ類やドジョウ等が見られる他、かなやま湖はイトウの生息地である。中流域は夕張山地の深い渓谷となり、流速が速くなる。野花南付近には空知川の名称の由来となった空知大滝がある。野花南湖・桂沢湖・シューパロ湖および芦別岳・夕張岳一帯は富良野芦別道立自然公園に指定されている。赤平市内に入ると再び流れが緩やかとなり、ヤツメ等が見られるようになる。
全流域にわたり川岸にヤナギや落葉広葉樹の河畔林が発達しているのが特徴である。

## 歴史
2016年8月には、流域内の集中豪雨により、南富良野町内2カ所で破堤。周辺の住宅地やジャガイモ畑、ポテトチップス工場などの浸水面積は130haに及んだ。

## 流域の自治体
北海道上川総合振興局
空知郡南富良野町、富良野市、中富良野町
北海道空知総合振興局
芦別市、赤平市、滝川市、砂川市、新十津川町

## 支流
第一支流のみ掲載。太字は一級河川。
| - ナエ川 - 滝の川 - 幌倉川 - ハクシュオモナイ川 - 吉の川 - 赤間沢川 - ペンケキプシュナイ川 - 桂川 - パンケ幌内川 (芦別市) - 高根川 - 増田の川 | - 滝沢の沢川 - 中の沢川 - 芦別川 - 日暮沢川 - 御料沢川 - 金剛沢川 - 野花南川 - オチヌンペ川 - 矢野沢川 - ソーキプオマナイ川 - ポンルベシベ川 | - パンケテシマナイ川 - 墓地川 - 奈江川 - 尻岸馬内川 - 富良野川 - 布礼別川 - 布部川 - 八線川 - 十線川 - 滝の沢川 - 十四線川 | - 十五線川 - 勇振川 - 紅葉川 - 山部川 - オンコ沢川 - 山東沢 - 西達布川 - トナシベツ川 - パンケアラヤ川 - 富士川 - ペンケアラヤ川 | - フジノ沢川 - 水呑沢川 - 石灰川 - ユクトラシュベツ川 - 幾寅川 - ルーオマンソラプチ川 - ペイユルシエペ川 - パンケヤーラ川 - エホロアカンベツ川 - ニゴリ沢川 - ホロカソラプチ川 |

## 橋梁
| - 第一空知川橋梁 - JR函館本線 - 空知大橋 - 国道12号 - 新空知大橋 - 国道12号 (滝川バイパス) - 空知川橋 - 道央自動車道 - 新成大橋 - 第三空知川橋梁 - JR根室本線 - 豊橋 - 北海道道227号赤平滝川線 - 赤平橋 - 北海道道114号赤平奈井江線 - 虹かけ橋 - 百戸橋 - 国道38号 - 平班橋 - 空知川橋 - 北海道道4号旭川芦別線 - 星の降る里大橋 - 国道452号 - 旭橋 (人道橋) - 泰山橋 - 新共栄橋 - 北海道道70号芦別美瑛線 - 野花南大橋 - 国道38号 | - 一号橋 - 大滝橋 - 滝里大橋 - 国道38号 - 滝富大橋 - 国道38号 - 島の下大橋 - 国道38号 - 富良野大橋 - 第四空知川橋梁 - JR根室本線 - 新空知橋 - 国道38号 - 五条大橋 - 北海道道985号山部北の峰線 - 布部大橋 - 国道38号 - 第二空知川橋梁 - JR根室本線 - 平和橋 - 北海道道544号麓郷山部停車場線 - 山部大橋 - 国道38号 - 山部橋 - 下金山橋 - 国道237号 - 下金山橋 - 東栄橋 | - 新生橋 - 甲号空知川橋梁 - JR根室本線 - 五月橋 - 国道237号 - 緑橋 - 国道237号 - 乙号空知川橋梁 - JR根室本線 - 村田橋 - 北海道道465号金山幾寅停車場線 - 金山空知川橋梁 - JR根室本線 - (JR根室本線) - 鹿越大橋 - 伊勢橋 - 北海道道465号金山幾寅停車場線 - 太平橋 - 国道38号 - 大勝橋 - ムラタ橋 - 福寿橋 - 北落合橋 - 王子橋 |